# Asociación Deportiva Jaraguá
La Associação Desportiva Jaraguá (Asociación Deportiva Jaraguá), conocida por motivos de patrocinio Csm / Pré-Fabricar / Jaraguá es un club de fútbol sala de la ciudad Jaraguá do Sul, al norte de Santa Catarina.
Es uno de los máximos campeones de la Copa Libertadores de Futsal con 6 conquistas consecutivas.

## Historia
En un principio el nombre del club era Breithaupt/FME (de la empresa regional Breithaupt y de la Fundação Municipal de Esportes (Fundación Municipal de Deportes) del municipio). Desde 2001 hasta 2011, el club ha estado patrocinado por la empresa textil Malwee Malhas, con sede en la misma ciudad.
Participó por primera vez en liga en el año 2001.

## Plantilla 2009
|    | Nac.   | Nombre                             | Sobrenombre | Puesto  |
| -- | ------ | ---------------------------------- | ----------- | ------- |
| 1  | Brasil | Franklin Roosevelt Bueres Junior   | FRANKLIN    | Portero |
| 2  | Brasil | Tiago Melo Marinho                 | TIAGO       | Portero |
| 19 | Brasil | Estevan Savi                       | ESTEVAN     | Portero |
| 5  | Brasil | Darlan Henrique Lopes              | DARLAN      | Cierre  |
| 6  | Brasil | Alexandre Eduardo de Melo          | XANDE       | Ala     |
| 7  | Brasil | Carlos Eduardo Martins             | CAFE        | Pívot   |
| 8  | Brasil | Alex Domingos da Roza              | LECO        | Cierre  |
| 9  | Brasil | Paulo Henrique Mendonça dos Santos | CABREUVA    | Ala     |
| 10 | Brasil | Lenísio Teixeira Júnior            | LENISIO     | Pívot   |
| 11 | Brasil | Douglas Barp                       | PICA PAU    | Ala     |
| 12 | Brasil | Alessandro Rosa Vieira             | FALCÃO      | Ala     |
| 14 | Brasil | Andrey Jacob Pires Neves           | ANDREY      | Pívot   |
| 15 | Brasil | Francisco Alberto G. de Paula      | CHICO       | Cierre  |
| 16 | Brasil | Francisco Humberto de Araújo Alves | HUMBERTO    | Pívot   |
| 17 | Brasil | Éder Luan Schade                   | EDER        | Ala     |
| 18 | Brasil | Marcio Bandeira Rodrigues          | XOXO        | Ala     |
| 21 | Brasil | Douglas dos Santos Fontoura        | DOUGLAS     | Cierre  |
| 25 | Brasil | Fernando Amaral Hofmann            | FERNANDO    | Cierre  |

Entrenador:  Eduardo Sao Fernando Coelho – FERRETI

## Palmarés

### Torneos Nacionales (19)
- Taça Brasil de Clubes (6): 2003, 2004, 2005, 2006, 2007, 2008
- Copa Estadual de Santa Catarina (6): 2002, 2003, 2004, 2005, 2007, 2008
- Superliga de Brasil (3): 2005, 2006, 2009
- Supercopa de Brasil (1): 2016
- Liga Brasileña de Fútbol Sala (4): 2005, 2007, 2008, 2010

### Torneos internacionales (6)
- Copa Libertadores de Futsal (6): 2004, 2005, 2006, 2007, 2008, 2009 (Récord compartido)
- Subcampeón de la Copa Libertadores de Futsal (1): 2016
- Subcampeón de la Copa Intercontinental de Futsal (4): 2005, 2006, 2007, 2008 (Récord)